# Jean-Baptiste Le Prince
Jean-Baptiste Nicolas Le Prince o Leprince (Metz, 17 settembre 1734 – Saint-Denis-du-Port, 30 settembre 1781) è stato un pittore e incisore francese.

## Biografia
Jean-Baptiste era l'ultimogenito di Jean-Baptiste Nicolas Leprince, mastro scultore, e della sua terza moglie Anne Gautier. Dal matrimonio precedente del padre con Marie-Barbe Plantart, nacque Jeanne-Marie Leprince de Beaumont (1711-1780), l'autrice de La bella e la bestia.
Dopo aver studiato pittura a Metz, Le Prince si reca a Parigi con il sostegno del duca di Belle-Isle. Qui frequentò i migliori corsi accademici, diventando in particolare allievo di François Boucher, tanto che i suoi primi dipinti sono in uno stile rococò vicino a quello del suo maestro. Jean-Baptiste Le Prince studiò anche incisione. La sua fama deriva soprattutto dall'invenzione di un nuovo tipo di scena di genere e dal perfezionamento della tecnica dell'acquatinta, che “riproduce le lavature di seppia e bistro per ingannare” e di cui Denis Diderot, testimone critico di una serie di acquatinte di Le Prince esposte al Salon del 1769, disse che “sono un'illusione, non si scambierebbero mai per un effetto dell'incisione e di un procedimento particolare”.
Nel 1758, Jean-Baptiste Le Prince partì per un viaggio avventuroso in Russia, dove si incontrò con due dei suoi fratelli. Prosegue il suo viaggio fino alla Siberia e alla Kamčatka, ancora territorio vergine, e torna a Parigi solo nel 1764. Nel 1765 fu ammesso all'Accademia Reale di Pittura e Scultura. Uno dei suoi allievi fu l'acquerellista di paesaggi Tavernier de Jonquières.
Le Prince morì il 30 settembre 1781, a 47 anni, a Saint-Denis-du-Port, piccolo paese assorbito in seguito dal comune di Lagny-sur-Marne, in Senna e Marna.

## Galleria d'immagini

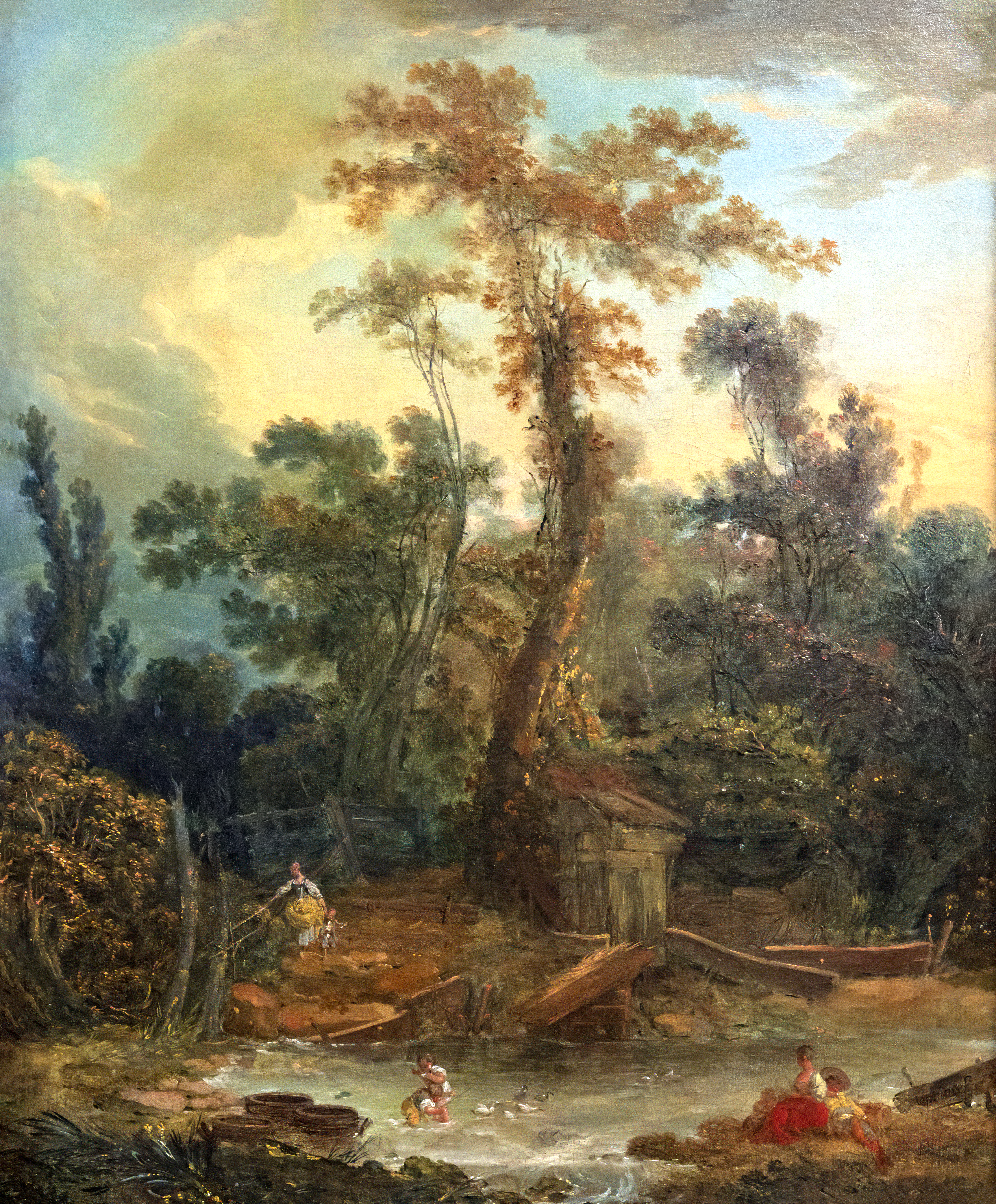
Paesaggio campestre con fanciulli che giocano in uno stagno d'anatre, Agen, Museo di belle arti
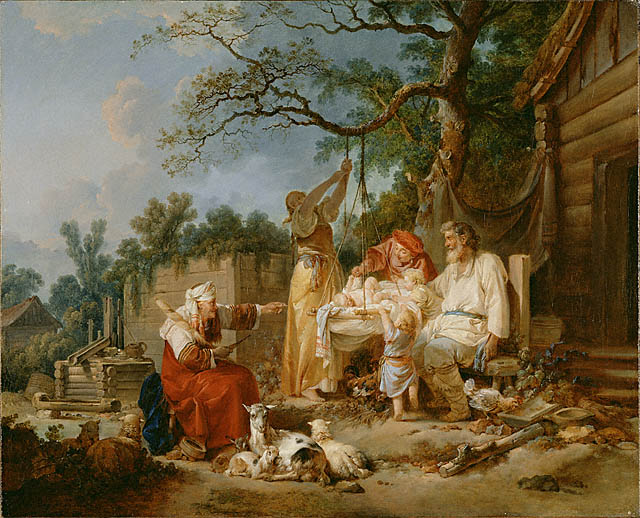
Il presepe russo, 1764-1765 circa, Los Angeles, Getty Center
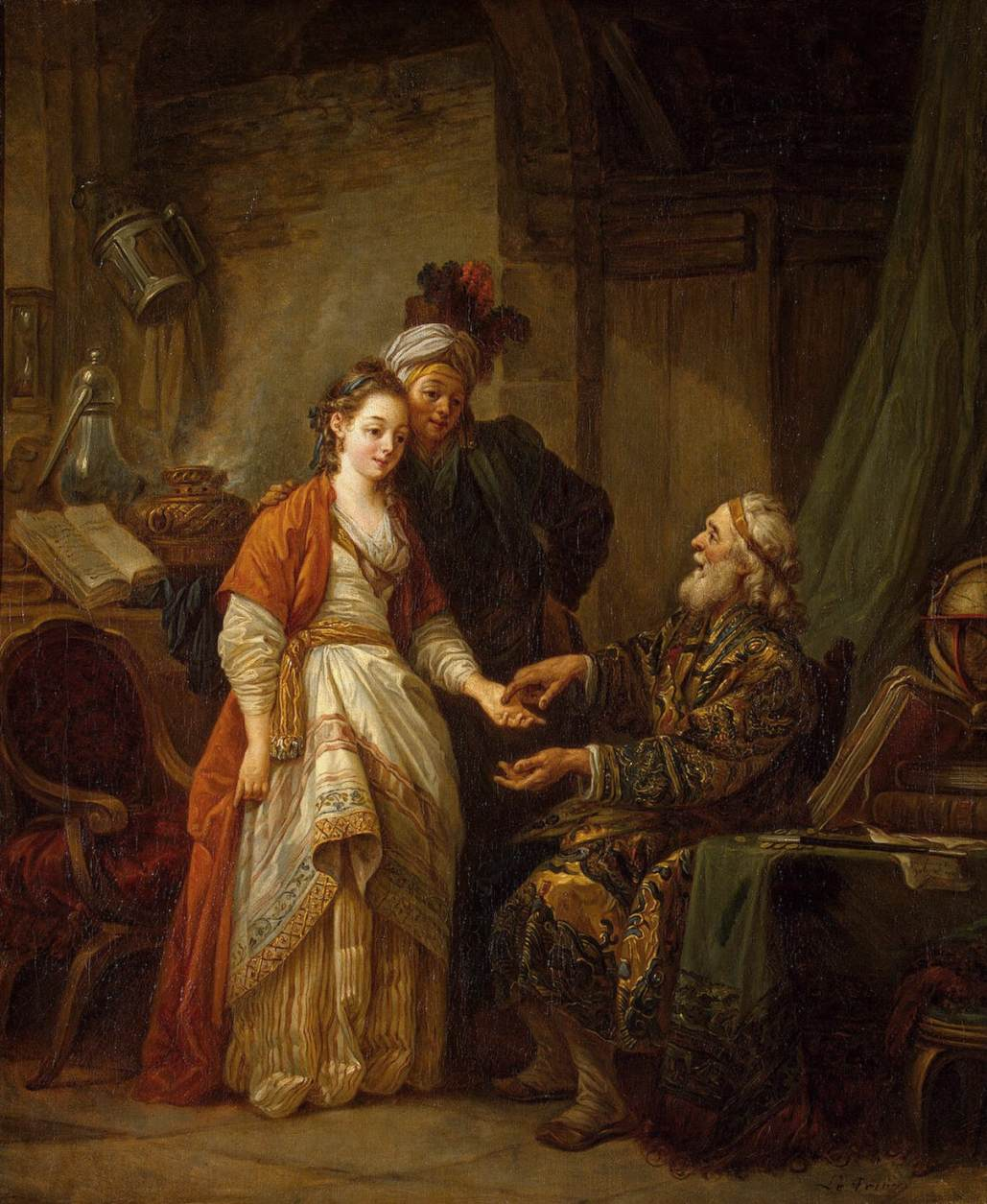
Il veggente, 1775 circa, San Pietroburgo, Ermitage
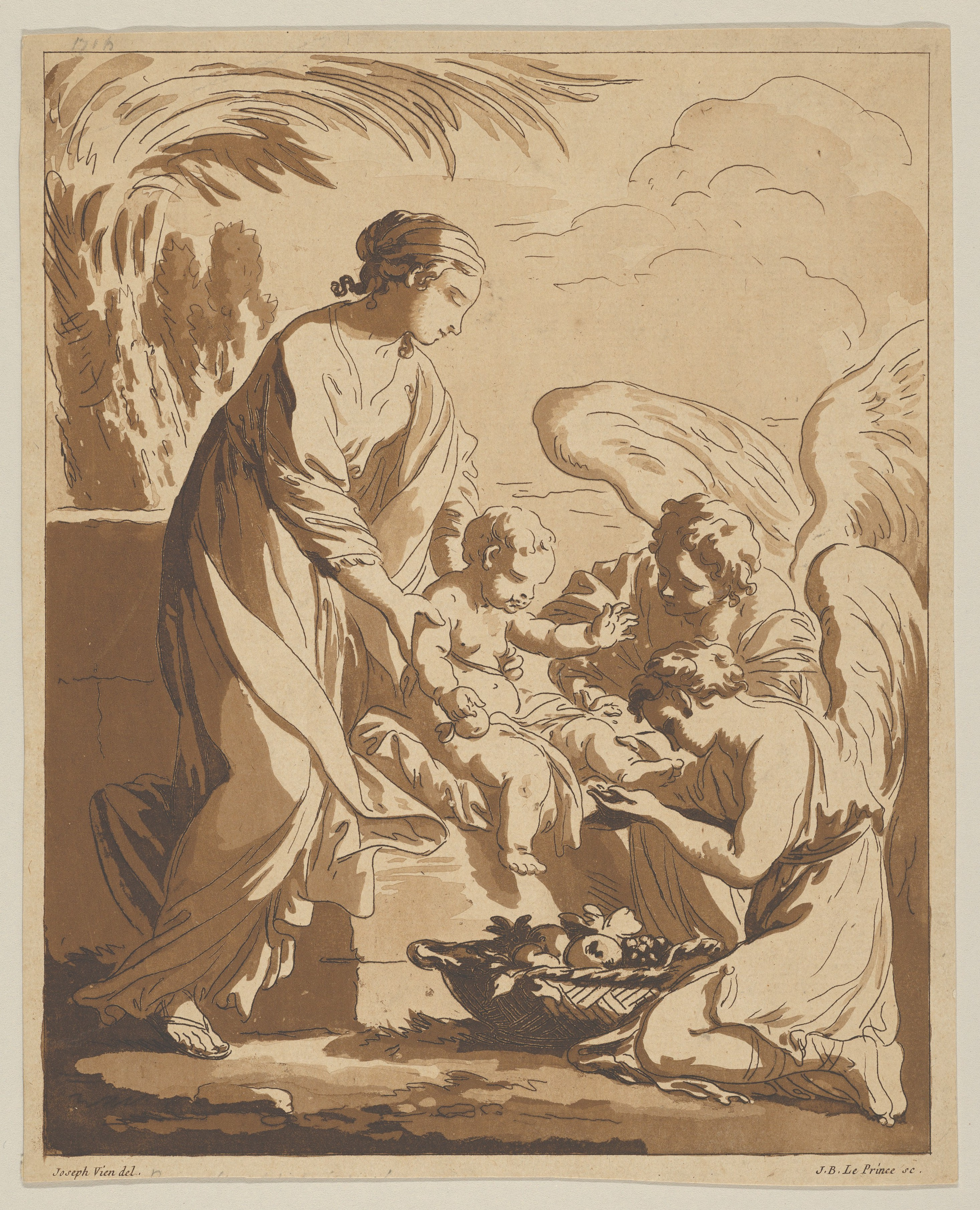
L'Adorazione degli Angeli, acquatinta da un dipinto di Joseph-Marie Vien, 1770 circa, New York, Metropolitan Museum of Art